# Sierra de Luquillo

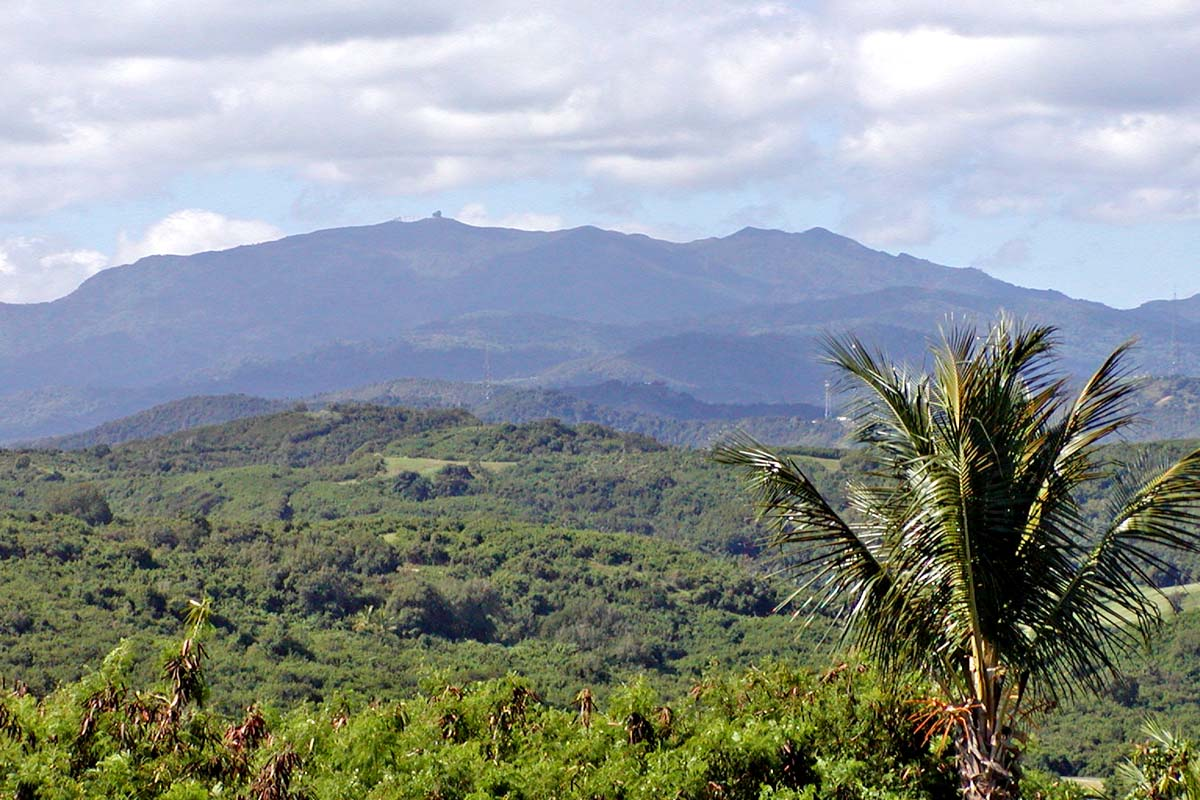
Vista de la Sierra Luquillo y Reserva forestal El Yunque.

La sierra de Luquillo es una formación montañosa en la zona noreste de la isla de Puerto Rico. La sierra es mayormente de origen volcánico y sus máximas elevaciones son el pico El Toro (1070 m s. n. m.) y El Yunque (1065 m s. n. m.).
La sierra se encuentra cubierta por un bosque subtropical húmedo que forma parte de la Reserva forestal El Yunque, que se destaca por su abundante y variada flora y fauna. La zona es un popular atractivo turístico. 

## Fauna

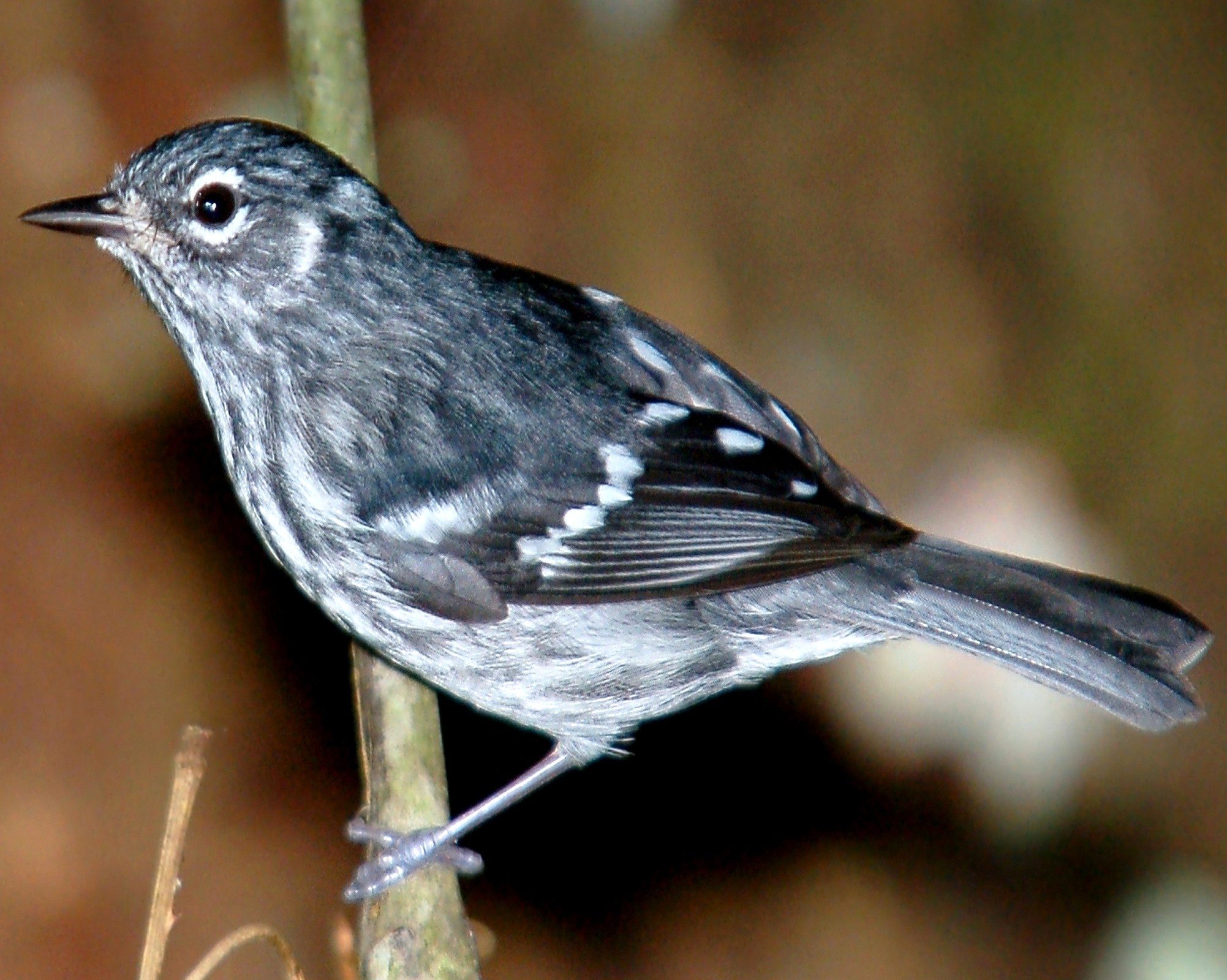
Reinita del bosque enano posada en una rama, ejemplo de aves que habitan la Sierra de Luquillo.

La reserva está poblada por unas 100 especies de vertebrados. Principalmente la fauna está compuesta por reptiles y aves que se encuentran activos durante las horas diurnas y anfibios que se movilizan por la noche.
Se destacan una serie de lagartos del género anolis entre los que se encuentra el lagarto verde (anolis cuvieri). También son muy conspicuos de la zona las ranas, de las que se han identificado doce especies del género Eleutherodactylus, comúnmente llamadas “coquí”.
Existen cerca de 70 especies de aves, entre las que se destacan el gavilán aliancha (Buteo platypterus), la reinita del bosque enano (Dendroica angelae), y la cotorra de Puerto Rico (Amazona vittata).